# إيفرتون (ليفربول)
إيفرتون (بالإنجليزية: Everton) هي ضاحية تقع في مدينة ليفربول الواقعة بمقاطعة مرزيسايد الإنجليزية. أخذ اسم نادي إيفرتون من اسم هذه الضاحية.